# Dolly Parton
Dolly Rebecca Parton  (sinh ngày 19 tháng 1 năm 1946) là ca sĩ, nhạc sĩ nhạc đồng quê, diễn viên và nhà từ thiện người Mỹ. Bà là một trong những ca sĩ nhạc đồng quê thành công nhất với 26 đĩa đơn đứng ở vị trí thứ nhất và 42 album đứng ở top 10 trong bảng xếp hạng album nhạc đồng quê của Billboard. Bà là tác giả và là người thể hiện đầu tiên bài hát nổi tiếng "I Will Always Love You". Tên của bà được đặt cho cừu Dolly, động vật có vú được nhân bản vô tính đầu tiên.

## Thời thơ ấu
Dolly Parton sinh ra tại Sevierville, Tennessee, Hoa Kỳ, là con thứ 4 trong số 12 đứa con của Robert Lee Parton (1921–2000) và Avie Lee (nhũ danh Owens; 1923–2003). Những anh chị em của bà là Willadeene Parton (nhà thơ), David Parton, Denver Parton, Bobby Parton, Stella Parton (ca sĩ), Cassie Parton, Larry Parton (chết ngay sau khi sinh), Randy Parton (ca sĩ, doanh nhân), cặp song sinh Floyd Parton (nhạc sĩ viết ca khúc) và Freida Parton (ca sĩ), Rachel Dennison (diễn viên).
Gia đình của bà, theo như lời bà kể, là "dirt poor" (nghèo hèn). Họ sống trong một căn lều ở Locust Ridge, một thôn nằm ở phía bắc Thung lũng Greenbrier của dãy núi Great Smoky ở Quận Sevier, Tennessee. Cha mẹ của Parton là những giáo dân ở Church of God (Cleveland, Tennessee), một giáo phái theo phong trào Ngũ Tuần, và âm nhạc là một phần rất quan trọng trong những lần đi nhà thờ của Dolly. Ông của Parton cũng là một nhà truyền giáo Ngũ Tuần (holly roller). Tuy nhiên, Dolly không tự nhận là người theo đạo, mặc dù bà tin rằng tất cả những con người trên Trái Đất là con của Chúa và thường xuyên những biểu diễn những bài hát tôn giáo trong các buổi hòa nhạc trực tiếp.
Ngày 30 tháng 5 năm 1966, bà kết hôn với Carl Dean ở Ringgold, Georgia, khi mới 20 tuổi. Bà gặp Dean lần đầu tiên ở hiệu giặt là Wishy-Washy tại Nashville khi 18 tuổi . Carl Dean quản lý một công ty trải nhựa đường ở Nashville, thường lần trốn công chúng và hầu như không giúp Dolly điều gì trong sự nghiệp. Họ không có con với nhau, và thường giúp đỡ những anh chị em của Dolly nuôi dạy những đứa trẻ của họ, và chúng thường gọi Dolly là "Cô Granny". Dolly cũng là mẹ đỡ đầu của nữ ca sĩ, diễn viên Miley Cyrus .

### Phát hiện tài năng
Gia đình của Parton là gia đình có truyền thống về âm nhạc. Mẹ bà biết chơi guitar và ông ngoại bà, Reverend Jake Owens, cũng là một nhạc sĩ (có ca khúc Singing His Praise được thu âm bởi Kitty Wells) . Bà học guitar từ năm lên 7 tuổi và đã được hát trong những chương trình truyền hình và radio địa phương ở Đông Tennessee ngay từ lúc nhỏ. Khi 9 tuổi, bà xuất hiện trong The Cas Walker Show cũng như WIVK Radio và WBIR-TV ở Knoxville, Tennessee. Ở tuổi 13, bà thu âm lần đầu tiên cho Goldband, một hãng thu âm nhỏ, với bài hát Puppy Love. Năm lên 14, bà ký hợp đồng với Mecury Records, tuy nhiên ngay đĩa đơn đầu tiên với hãng It's Sure Gonna Hurt đã thất bại và bà bị sa thải . Sau đó, bà được xuất hiện tại chương trình phát thanh Grand Ole Opry ở Nashville. Ở Opry, bà đã gặp Johnny Cash lần đầu tiên, và ông đã khuyến khích bà đi theo con đường mà trái tim mình mách bảo và không cần quan tâm người khác nghĩ gì . Sau khi bà tốt nghiệp trung học vào năm 1964, Parton di chuyển đến Nashville, và đã tiếp thu nhiều yếu tố truyền thống trong âm nhạc dân gian và phổ thông của vùng Đông Tennessee.
Lúc đầu, Parton thành công với vai trò là một nhạc sĩ, và đã viết nhiều ca khúc bán chạy cho Hank Williams, Jr. và Skeeter Davis . Bà ký hợp đồng với hãng Monument Records vào cuối năm 1965 với hình ảnh của một ca sĩ hát bubblegum pop  và chỉ kiếm được một đĩa đơn nằm ở bảng xếp hạng xếp hạng quốc gia, Happy, Happy Birthday Baby, tuy nhiên nó lại không lọt vào bảng Billboard Hot 100.
Hãng đĩa đã đồng ý cho Dolly hát country sau sự thành công của Put It Off Until Tomorrow, một sáng tác của bà được thu âm bởi Bill Phillips đã đạt vị trí thứ 6 trên Bảng xếp hạng Country năm 1966. Đĩa đơn country đầu tiên của bà, Dumb Blonde (một trong những ca khúc hiếm hoi mà bà không sáng tác trong thời kì này), đã đạt được vị trí thứ 17. Hai ca khúc này đều nằm trong album đầu tay của bà, Hello, I'm Dolly.

## Sự nghiệp âm nhạc

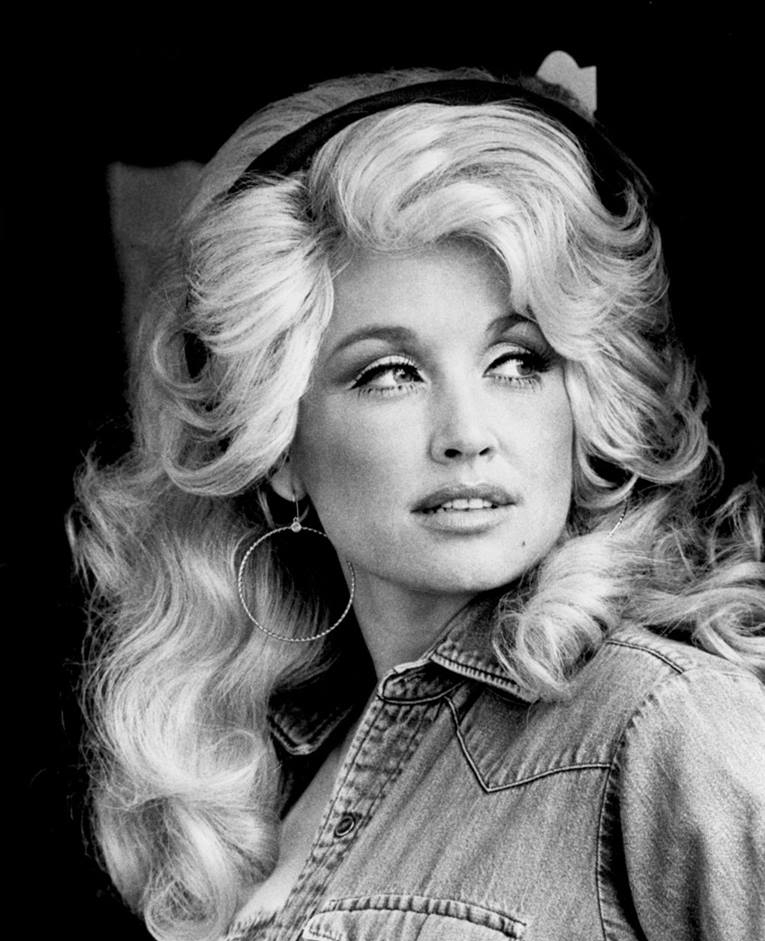
Dolly Parton năm 1977

### 1967–75: Những thành công với Country
Năm 1967, Parton được mời tham dự một chương trình TV nhạc đồng quê hàng tuần của Porter Wagoner, thay thế cho Norma Jean đã quay trở về Oklahoma. Ban đầu, những khán giả của Wagoner không sẵn lòng tiếp nhận Parton, nhưng với sự giúp đỡ của Wagoner, bà đã được chấp nhận. Wagoner đã thuyết phục RCA, hãng đĩa của ông, ký hợp đồng với Parton. Để bảo vệ vốn đầu tư của mình, RCA đã phát hành đĩa đơn đầu tiên của bà với hãng là một bài song ca với Wagoner. Đĩa đơn của đôi song ca, The Last Thing on My Mind, đã lọt vào Top Ten Country vào đầu năm 1968 và nằm ở vị trí hầu như liên tục trong suốt 6 năm liền .
Đĩa đơn solo đầu tiên của Parton, Just Because I'm a Woman, được phát hành vào mùa hè năm 1968, và cũng đạt được vị trí 17. Trong những năm cuối thập niên 1960, không có một sự nỗ lực nào của Parton - kể cả album In the Good Old Days (When Times Were Bad) được biết đến nhiều sau này - giành được thành công như bản song ca của Dolly và Wagoner. Cặp song ca đã nhận được danh hiệu Nhóm hát của năm vào năm 1968 bởi Country Music Association, dù thế, những bản thu solo của Parton vẫn bị công chúng lờ đi.
Năm 1970, Parton đã giành được thành công với ca khúc của Jimmie Rodgers Mule Skinner Blues, và bản thu âm đã giành được ghế thứ 3 trong bảng xếp hạng và giúp Dolly nhận được một đề cử Grammy. Tiếp theo đó là đĩa đơn number-one đầu tiên của bà, Joshua. Trong vòng 2 năm sau đó, Dolly cũng tiếp tục có được một số đĩa solo hit, như ca khúc nổi tiếng Coat of Many Colors (năm 1971, vị trí thứ 4), cùng với những đĩa song ca khác. Sau khi Jolene phát hành và giành được đầu bảng vào đầu năm 1974, Parton đã trở nên nổi tiếng vượt qua cả Wagoner, sếp của mình trước kia. Bà đã kết thúc với Wagoner, dù vẫn tiếp tục xuất hiện trên truyền hình và song ca với ông cho đến năm 1976 .
Tổng cộng bà đã xuất hiện ở chương trình của Wagoner và hát với ông trong vòng 9 năm, cho đến khi tan vỡ và trở thành ca sĩ solo. Dolly và Wagoner đã có đến 14 ca khúc được lọt vào top ten Country trong 13 năm (1967 - 1980). Năm 1974, bài hát I Will Always Love You (viết về sự tan vỡ của bà với Wagoner) phát hành và đứng đầu bảng xếp hạng Country. Cùng lúc đó, Elvis Presley nói rằng anh muốn cover (hát lại) bài hát đó. Tuy nhiên, quản lý của Presley, Colonel Tom Parker, nói rằng Parton sẽ phải mất một nửa quyền xuất bản nếu Elvis thu âm ca khúc (giống như những thủ tục thông thường của những ca khúc mà anh thu âm) . Parton từ chối và việc này lại giúp bà nhận được hàng triệu đô la tiền bàn quyền của ca khúc, đặc biệt là với bản thu năm 1992 của Whitney Houston trong bộ phim The Bodyguard. Quyết định này thực tế đã khiến cho bà bị gọi trong giới showbiz là "The Iron Butterfly".

### 1976–86: Chuyển hướng sang Pop
Từ năm 1974 đến 1980, bà vẫn tiếp tục chiếm hạng trong Top Ten Country và đã có đến 8 đĩa đơn giành vị trí đầu bảng. Parton đã có được chương trình truyền hình đầu tiên của mình, Dolly, vào năm 1976. Năm sau, Dolly đã giành được quyền sản xuất những album của bà, đặc biệt với album New Harvest...First Gathering đã đứng đầu bảng xếp hạng Country năm 1977. Ngoài những bài hit của bà cuối thập niên 1970, nhiều ca sĩ như Rose Maddox, Kitty Wells, Olivia Newton-John, Emmylou Harris và Linda Ronstadt đã cover những ca khúc của bà .
Dolly nhanh chóng đã giành được những thành công thương mại với vai trò là một ca sĩ nhạc pop và một diễn viên. Album năm 1977, Here You Come Again là album đầu tiên bán được hơn triệu bản, và bài hát chủ đề của album - Here You Come Again - là đĩa đơn đầu tiên của bà nằm trong top-ten Pop (vị trí thứ 3) và cũng nằm ở bảng xếp hạng country trong năm tuần. Những album của bà giai đoạn này đặc biệt thành công với pop/crossver. Lúc này, bà đã giảm thời gian viết ca khúc và tập trung vào sự nghiệp diễn xuất. Đầu những năm 1980, Parton đã thu âm một lượng lớn những ca khúc của các nhạc sĩ tên tuổi như Barry Mann, Cynthia Weil, Rupert Holmes, Gary Portnoy và Carole Bayer Sager. Năm 1978, bà nhân được giải Grammy Best Female Country Vocal Performance cho album Here You Come Again. Những ca khúc hit sau đó là Two Doors Down, Heartbreaker  (1978), Baby I'm Burning và You're The Only One (1979) cũng đều giành được thành công ở cả hai bảng xếp hạng pop và country.
Trong năm 1980, bà có ba ca khúc number-one liên tiếp: Starting Over Again (sáng tác Donna Summer), Old Flames (Can't Hold a Candle to You) và 9 to 5 . 9 to 5, ca khúc nhạc nền bộ phim cùng tên mà Dolly đóng vào năm 1980 cùng với Jane Fonda và Lily Tomlin, không chỉ chiếm lĩnh vị trí đầu bảng tại bảng xếp hạng country mà còn đứng đầu bảng pop và bảng xếp hạng Adult Contemporary. Điều này đã biến Dolly thành một trong những ca sĩ nhạc đồng quê hiếm hoi mà giành được vị trí thứ nhất ở cả country và pop cùng thời điểm. Thành công của Dolly lại kéo dài trong năm 1981 - 1985, khi bà có đến 12 ca khúc nằm trong top ten country, và một nửa là đĩa đơn number-one, cùng với hai ca khúc I Will Always Love You (thu âm lại, nằm trong album The Best Little Whorehouse in Texas) lọt vào Top 50 của Pop năm 1982, và Islands in the Stream, hát chung với Kenny Rogers, nằm ở vị trí thứ nhất bảng xếp hạng pop trong hai tuần liền năm 1983.
Tuy nhiên, năm 1985, nhiều fan lâu năm của Parton cảm thấy rằng bà đã mất quá nhiều thời gian mà không có được xu thế chủ đạo trong âm nhạc . Những album của bà thường thiên về ca khúc pop đương đại như Islands in the Stream và cũng đã rất lâu bà không hát nhạc country đích thực. Thời gian này, bà theo đuổi những dự án kinh doanh và giải trí mới như xây dựng công viên Dollywood, được mở vào năm 1985. Mặc những nghi ngại đó, đĩa đơn của bà vẫn tiếp tục lọt vào Top Ten Country như Save the Last Dance for Me, Tennessee Homesick Blues (1984), Don't Call it Love Love, Real Love (1985) và Think About Love (1986). Tuy nhiên, sau năm 1986, khi hợp đồng kết thúc, hãng RCA đã không ký kết lại với Parton và bà đã ký với Columbia vào năm 1987 .

### 1987–94: Trở lại với country
Năm 1987, bà cùng với Emmylou Harris và Linda Ronstadt phát hành album nhạc đồng quê Trio. Trio ngay lập tức đã giành được thành công lớn về phê bình lẫn doanh thu và đã đem lại sức sống mới cho sự nghiệp của Dolly. Nó đã bán được hơn 1 triệu bản, đứng đầu bảng Country và thứ 6 ở bảng Pop, đồng thời cho ra 3 đĩa đơn lọt vào Top Ten là To Know Him Is to Love Him, Telling Me Lies và Those Memories of You. Trio đã được đề cử Giải Grammy cho Album của năm và đoạt giải Best Country Vocal Performance - Duo or Group. Sau này bà cũng thực hiện một số album hát ba tương tự như Trio 2 và Honky Tonk Angels.
Thành công của Trio đã tạo bệ phóng cho album hãng Columbia đầu tiên của Dolly, White Limozeen, phát hành năm 1989, với hai đĩa đơn number-one là Why'd You Come in Here Lookin' Like That và Yellow Roses. Mặc dù thế thì sự hồi sinh sự nghiệp của Dolly cũng chỉ là nhất thời, khi mà âm nhạc country đương đại đến vào đầu những năm 1990, và đã đánh văng tất cả những nghệ sĩ country kì cựu khỏi bảng xếp hạng . Sau hai single, Dolly dần bị rơi ra khỏi top 10 rồi top 40, dù thế bà vẫn tiếp tục hoạt động. Bản song ca năm 1991 với Ricky Van Shelton, Rockin' Years, cũng giành được number-one, tuy nhiên thành công thương mại lớn nhất của bà, lại là khi Whitney Houston cover ca khúc I Will Always Love You trong The Bodyward vào năm 1992. Năm 1994, cùng với Loretta Lynn và Tammy Wynette, bà ghi âm album Honky Tonk Angels . Album này cũng đã nhận một đĩa vàng vởi RIAA, và cũng giúp phục hồi lại sự nghiệp của Lynn và Wynette.

### 1995–nay
Parton ghi âm lại I Will Always Love You cùng với Vince Gill, và đã giành một giải CMA vào năm 1996. Đĩa đơn After the Gold Rush nằm trong album Trio 2 cũng giành một giải Grammy cho Best Country Collaboration with Vocals năm 1999, và cũng trong năm đó, bà đã được ghi danh vào Country Music Hall of Fame .
Bà ghi âm một chuỗi các album bluegrass được đánh giá cao, kể từ The Grass is Blue (1999) và Little Sparrow (2001), cả hai đều đã giành được giải Grammy. Album bluegrass năm 2002, Halos & Horns, bao gồm một bản cover bluegrass của bài hát nổi tiếng Stairway to Heaven (Led Zeppelin). Năm 2005, bà phát hành album Those Were The Days, bao gồm những ca khúc nổi tiếng từ của thời kì folk-rock từ cuối thập niên 1960 đến đầu 1970.
Năm 2006, Parton đã nhận được đề cử Oscar thứ hai cho ca khúc Travelin' Thru, được bà viết cho bộ phim Transamerica  (trước đó là ca khúc 9 to 5, được viết cho bộ phim cùng tên năm 1980) . Bài hát When I Get Where I'm Going của Brad Paisley và lối hòa âm đặc biệt của Dolly trong bài hát đã đưa bà trở lại vị trí thứ nhất trên bảng xếp hạng Country vào cuối năm 2006 . Vào tháng 12 năm 2007, Dolly phát hành đĩa đơn đầu tiên bởi hãng đĩa của bà, Dolly Records, với tên Better Get to Livin', tuy nhiên cũng chỉ dành vị trí thứ 48 tại Hot Country Songs (Billboard). Album gần đây nhất của Parton, Backwoods Barbie được phát hành ngày 26 tháng 1 năm 2008, và đạt số 2 tại bảng xếp hạng Country. Album đạt vị trí thứ 17 tại US.200, và đây là vị trí cao thứ nhì của Dolly tại bảng xếp hạng này (sau 9 to 5 and Odd Jobs đạt vị trí 11 năm 1980).
Vào 1 tháng 4 năm 2008, Parton là khách mời tại vòng chung kết American Idol, trong đêm thi cover lại các ca khúc của bà.

## Sáng tác
Dolly Parton là một nhạc sĩ lớn và là một người kể chuyện tài năng trong làng nhạc country. Nhiều ca khúc của bà giống những chuyện kể lại về những con người và sự kiện ở thời thơ ấu. Những ca khúc bà viết đậm chất âm nhạc dân gian, dựa trên sự giáo dục và nền tảng về âm nhạc Công giáo của gia đình bà. Nhiều ca khúc đã trở nên phổ biến như Jolene, Coat of Many Colors, I Will Always Love You, 9 to 5, Here You Come Again, Love Is Like A Butterfly... Bà đã viết tổng cộng khoảng 3000 tác phẩm , trong đó có 600 ca khúc đã được xuất bản với BMI, và đã nhận được 37 giải thưởng của BMI cho các tác phẩm của mình . Năm 2001, bà được ghi danh vào Songwriters Hall of Fame. Bà cũng là thành viên của Nashville Songwriters Hall of Fame kể từ năm 1986.

## Sự nghiệp diễn xuất và truyền hình

### Điện ảnh
Năm 1980, khi Jane Fonda đang tìm kiếm một người phụ nữ miền Nam có giọng nói lanh lảnh cho bộ phim sắp tới của bà, 9 to 5 với đạo diễn Colin Higgins, Fonda cảm thấy rằng Dolly Parton là một sự lựa chọn hoàn hảo. Vai diễn của Dolly trong bộ phim này đã nhận được những lời khen ngợi, và Dolly đã được đề cử Quả Cầu Vàng cho Nữ ngôi sao Điện ảnh mới của năm và Ca khúc chính trong phim cho ca khúc tựa đề của bộ phim do chính tay bà viết. Ca khúc này cũng giúp bà được đề cử Giải Oscar cho Ca khúc chính hay nhất và nhận được 2 giải Grammy khác.
Parton tiếp tục tham gia một số bộ phim khác như The Best Little Whorehouse in Texas (1982 - đạo diễn Colin Higgins) và đã được đề cừ một giải Quả Cầu Vàng khác; Rhinestone (1984 - Bob Clark), trong đó bà đóng cặp với Sylvester Stallone và Steel Magnolias (1989 - Herbert Ross), dựa theo vở kịch của Broadway năm 1987. Bộ phim sân khấu cuối cùng của bà là Straight Talk (1992 - Barnet Kellman), trong đó bà đóng chung với James Woods. Bà đóng vai chính Shirlee Kenyon, một phát thanh viên ở một talk show trên radio. Bà tiếp tục đóng vai một người mẹ bảo vệ quá mức cần thiết trong Frank McKlusky, C.I. (2002) cùng với Dave Sheridan, Cameron Richardson và Randy Quaid. Bà cũng vào vai chính mình trong bộ phim The Beverly Hillbillies (1993 - trong bộ phim này bà cũng gặp lại hai người bạn diễn cũ trong 9 to 5 là Lily Tomlin và Dabney Coleman) và bộ phim của Sandra Bullock, Hoa hậu FBI 2.
Parton sẽ vào vai Dolly Stewart, bác của Hannah Montana trong bộ phim Hannah Montana: The Movie . Bà cũng sẽ tham gia trong bộ phim tài liệu The Book Lady cùng với Miley Cyrus và Keith Urban.

### Truyền hình
Trong giữa những năm 1970, Dolly đã cố gắng mở rộng thành phần công chúng. Khởi đầu đó chính là việc xây dựng chương trình tạp kỹ mang tên Dolly! vào năm 1976. Mặc dù chương trình có số lượng người xem cao, nhưng nó chỉ diễn ra trong một kì (sesson), Dolly đã chấm dứt hợp đồng bởi sự căng thẳng gây ra cho dây thanh âm của bà. Năm 1987, bà tiếp tục với một chương trình tạp kĩ thứ hai cũng mang tên Dolly, tuy nhiên cũng chỉ đạt một season.
Bà cũng đóng vai chính trong một số bộ phim truyền hình như A Smoky Mountain Christmas, Unlikely Angel. Trong bộ phim Blue Valley Songbird, bà đóng vai ca sĩ nhạc country Leana Taylor và tham gia sáng tác lẫn biểu diễn hầu hết các ca khúc trong phim.
Dolly còn tham gia lồng tiếng cho phim hoạt hình dài tập như: Alvin and the Chipmunks trong vai chính mình (1983) và The Magic School Bus trong vai Katrina Eloise "Murph" Murphy (1994). Bà còn xuất hiện trong vai chính mình ở một số bộ phim khác, như vai "Bác Dolly" trong phim truyền hình Hannah Montana, dựa trên mối quan hệ của bà với con gái đỡ đầu Miley Cyrus.

### Khác
Dolly đã từng được hai lần đề cử Giải Oscar cho Ca khúc chính xuất sắc nhất, đó là 9 to 5 năm 1980 và Travelin' Thru năm 2005. Travelin' Thru cũng thắng giải Ca khúc chính xuất sắc nhất tại Phoenix Film Critics Society Awards năm 2005, và được đề cử giải này tại Quả Cầu Vàng cũng như Broadcast Film Critics Association. Một ca khúc khác mà bà hát chung với James Ingram, The Day I Fall In Love, nằm trong bộ phim Beethoven's 2nd cũng được đề cử Giải Oscar và được hai người biểu diễn trực tiếp trong đêm trao giải.
Dựa theo một bài phỏng vấn tại Studio 360 (29/10/2005)  và bài phỏng vấn với Larry King (30/0/2005) , Parton đang có kế hoạch soạn nhạc cho vở nhạc kịch Broadway mang tên 9 to 5, dựa theo bộ phim cùng tên năm 1980. Dựa kiến vở kịch sẽ ra mắt chính thức vào ngày 23 tháng 10 năm 2009 .

## Hình ảnh công cộng
Parton đã vài lần từ chối chụp hình cho tạp chí Playboy và các ấn phẩm khác tương tự, dù thế bà cũng đã xuất hiện trên trang bìa Playboy tháng 11 năm 1978, trong trang phục Playboy Bunny (Thỏ Playboy). Nhà làm phim Russ Meyer lại muốn làm phim về bộ ngực nổi tiếng cỡ 36FF của bà. Ông cũng nói rằng Dolly là ngôi sao nữ Hollywood duy nhất mà ông quan tâm và muốn làm việc cùng . Bộ ngực của Dolly còn nổi tiếng đến mức người ta đã dùng tên bà để đặt tên cho động vật có vú nhân bản đầu tiên, cừu Dolly, bởi nó được tạo ra từ tế bào lấy từ tuyến vú của một con cừu cái .
Vào buổi chiếu năm 2003 của The Oprah Winfrey Show, Winfrey đã hỏi về những kiểu phẫu thuật thẩm mỹ nào mà Dolly đã trải qua. Parton nói rằng phẫu thuật thẩm mỹ là một thứ rất quan trọng để giữ gìn hình ảnh nổi tiếng của bà, và thừa nhận một cách hài hước: "If I have one more facelift, I'll have a beard" (Nếu tôi có thêm một lần nâng cằm nữa, tôi sẽ có râu). Bà nói đùa rằng "If I see something sagging, bagging, and dragging, I'm going to nip it, tuck it, and suck it!" và "It takes a lot of money to look this cheap" (Tôi đã mất rất nhiều tiền để nhìn như thế này đây). Dù vậy nhà phê bình thời trang Richard Blackwell vẫn xếp bà là Người phụ nữ ăn mặc xấu nhất trong năm 1979 , "với quá nhiều thịt dư và quá ít vải" . Tạp chí People cho bà là một trong những người phụ nữ ăn mặc xấu nhất mọi thời đại .
Dolly được nhắc đến trong phần remix ở bài hát Lolipop của Lil' Wayne: "Lollipop lollipop breasts just like Dolly Parton".

## Những hoạt động khác

### Kinh doanh
Dolly Parton đã dành khá nhiều tiền bà kiếm được để đầu tư vào kinh doanh ở quê nhà, miền Đông Tennessee, đặc biệt là thành phố Pigeon Forge. Đầu tiên đó là việc mua và khai trương công viên giải trí mang tên Dollywood (dựa theo tên Hollywood) vào năm 1986 . Công viên được thành lập năm 1961, và có tên gọi trước đó là Silver Dollar City. Tiếp đó, bà mở chuỗi chương trình dinner show mang tên Dixie Stampede vào năm 1988 và công viên nước Dollywood's Splash Country năm 2001. Dixie Stampede đầu tiên được nằm trong khuôn viên của Dollywood, sau đó được mở thêm các cơ sở khác tại Myrtle Beach, Nam Carolina (1992) và Branson, Missouri (1995). Cơ sở thứ tư được mở tại Orlando, Florida năm 2003 và đóng cửa tháng 1 năm 2008 sau khi được bán cho một cửa hàng. Dolly nói rằng bà đang tìm một cơ sở mới ở Orlando để xây dựng lại.
Bà cũng sở hữu Sandollar Productions, một công ty điện ảnh và truyền hình, đã sản xuất chương trình truyền hình Babes và Buffy the Vampire Slayer, hợp tác sản xuất các phim Father of the Bride I & II, Straight Talk, Sabrina và bộ phim tài liệu đã giành giải Oscar Common Threads: Stories from the Quilt cùng một số chương trình khác . Công ty do Parton và Sandy Gallin, quản lý cũ của bà, cùng làm chủ . Bà cũng sở hữu một công ty tóc giả của riêng mình vào đầu thập niên 1990.

### Từ thiện
Kể từ giữa những năm 1980, Parton đã được tán dương vì những hoạt động từ thiện của mình, đặc biệt trong lĩnh vực giáo dục. Bà đã thành lập Quỹ Dollywood (Dollywood Foundation) vào năm 1996, nhằm tạo vốn cho chương trình giáo dục của bà, Imagination Library, với mục đích gửi một cuốn sách hàng tháng cho mỗi đứa trẻ từ lúc chúng sinh ra cho đến khi kết thúc mẫu giáo. Khởi đầu ở Quận Sevier, Tennessee, chương trình đã lan sang 566 quận ở 36 bang của Mỹ cũng như Canada. Tháng 12 năm 2007, Parton chọn Yorkshire của Rotherham là nơi đầu tiên thực hiện chương trình ở Anh, tuy nhiên điều này lại không nhận được sự chấp thuận chung của chính quyền địa phương, khi một thành viên phản đối vì đã chậm mất một tiếng chờ đợi ở phòng họp để cho các thành viên khác gặp mặt Parton .
Dolly đã được vinh danh bởi Hiệp hội Xuất bản Mỹ (Association of American Publishers) năm 2000, nhận được Good Housekeeping Seal of Approval năm 2001 (lần đầu tiên được trao cho một cá nhân), Giải thưởng đặc biệt của American Association of School Administrators năm 2002, giải thưởng Chasing Rainbows từ National State Teachers of the Year năm 2002 và Giải thưởng Child and Family Advocacy của Parents As Teachers National Center năm 2003. Bà đã được tôn vinh là một "Huyền thoại sống" của Thư viện Quốc hội Hoa Kỳ cho những việc làm của bà . Chương trình đã đem đến 2,5 triệu cuốn sách miễn phí cho trẻ em mỗi năm.
Công viên giải trí Dollywood được ghi nhận là đã đem lại công việc và thu nhập cho vùng phát triển yếu kém trước đây. Bà còn tham gia bảo tồn loài đại bàng đầu trọc thông qua khu bảo tồn của American Eagle Foundation (Quỹ Đại bàng Mỹ) đặt ở Dollywood, và điều này giúp bà nhận được giải thưởng của United States Fish and Wildlife Service năm 2003. Bà cũng là người đại diện để quyên tiền cho Hội Chữ thập đỏ và một số tổ chức từ thiện HIV/AIDS.
Tháng 12 năm 2006, Dolly đã quyên góp 500.000 đô la Mỹ cho dự án bệnh viện và trung tâm ung thư trị giá 90 triệu đô la ở Sevierville, Tennessee, theo tên của Dr. Robert F. Thomas, bác sĩ của bà. Bà cũng lên kế hoạch tổ chức một buổi hoà nhạc từ thiện để kiếm thêm tiền cho kế hoạch này. Buổi hoà nhạc đã thu hút khoảng 8000 người tham dự .
Dolly xuất bản một cuốn sách nấu ăn mang tên Dolly's Dixie Fixin's để ủng hộ cho Quỹ Dollwood vào năm 2006.

## Giải thưởng và vinh danh

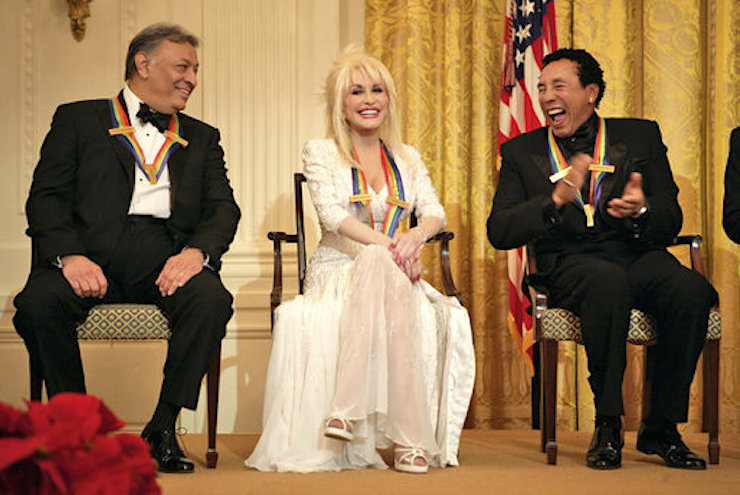
Nhạc trưởng Zubin Mehta cười với Dolly Parton và Smokey Robinson trong buổi lễ vinh danh của Trung tâm Kennedy tại phòng phía Đông của Nhà Trắng vào ngày Chủ nhật, 3 tháng 12 năm 2006.

Parton là một trong những nữ ca sĩ nhạc đồng quê nhận được nhiều giải thưởng nhất. Bà đã nhận được 25 đĩa vàng (gold), bạch kim (platinum) và 2xPlatinum của RIAA. Bà có 26 ca khúc được vị trí quán quân tại bảng xếp hạng country và đây là một kỉ lục với các nữ nghệ sĩ. Bà có tổng cộng 42 album lọt vào tốp 10 country và 110 đĩa đơn lọt vào bảng xếp hạng trong vòng 40 năm qua. Tổng cộng, bà đã bán được hơn 100 triệu đĩa trên toàn thế giới.
Bà đã nhận được 7 giải Grammy trong tổng cộng 42 đề cử, 3 giải của American Music Awards (Giải thưởng Âm nhạc Mỹ) trong tổng số 18 đề cử, 10 giải trên tổng số 42 đề cử ở Country Music Association, 7 giải trên 39 đề cử tại Academy of Country Music. Bà là một trong 5 người duy nhất (cùng Reba McEntire, Barbara Mandrell, Shania Twain và Loretta Lynn) được Country Music Association vinh danh cao nhất là 'Nghệ sĩ của năm" (Entertainer of the Year).
Bà đã nhận được một ngôi sao tại Đại lộ Danh vọng Hollywood cho thành tựu trong lĩnh vực Ghi âm vào năm 1984. Ngôi sao của bà nằm tại 6712 Đại lộ Hollywood. Bà cũng nhận được một ngôi sao tại Nashville Star Walk và một bức tượng đồng đặt tại quê nhà ở Sevierville, Tennessee. Bà gọi bức tượng của bà tại quê nhà là "niềm vinh dự lớn nhất", bởi nó đến từ những người quen của bà.
Bà là thành viên của Grand Ole Opry vào năm 1969, và là một trong những Người phụ nữ của năm do Ms. Magazine trao tặng. Bà đã được vinh danh tại Nashville Songwriters Hall of Fame năm 1986, Country Music Hall of Fame năm 1999 và Songwriters Hall of Fame năm 2001. Bà được trao bằng tiến sĩ danh dự tại Carson-Newman College năm 1990. Năm 2002, Parton xếp vị trí thứ tư trong cuộc bình chọn 40 người phụ nữ lớn nhất của nhạc đồng quê của CMT.
Một album tribute đã được thực hiện năm 2003 mang tên Just Because I'm a Woman: Songs of Dolly Parton với sự tham gia của các ca sĩ Melissa Etheridge, Alison Krauss, Shania Twain, Me'shell Ndegeocello, Norah Jones và Sinéad O'Connor. Bà được trao tặng Huy chương Huyền thoại sống (Living Legend) của Thư viện Quốc hội Hoa Kỳ vào tháng 4 năm 2004 vì những đóng góp trong lĩnh vực văn hóa, và National Medal of Arts (Huy chương Quốc gia vì Nghệ thuật) năm 2005, là sự vinh danh lớn nhất của chính phủ Mỹ cho những thành công xuất sắc của bà trong lĩnh vực nghệ thuật.
Vào ngày 3 tháng 12 năm 2006, Parton đã được John F. Kennedy Center for the Performing Arts vinh danh bởi những cống hiến nghệ thuật. Những người khác cùng được tôn vinh là Zubin Mehta, Steven Spielberg, Smokey Robinson và Andrew Lloyd Webber.
Dolly cũng nhận được Giải thưởng Woodrow Wilson cho phục vụ cộng đồng của Woodrow Wilson International Center for Scholars ở Nashville, Tennessee vào ngày 8 tháng 11 năm 2007.

## Danh sách đĩa nhạc
- Hello, I'm Dolly (1967)
- Just Because I'm a Woman (1968)
- In the Good Old Days (When Times Were Bad) (1969)
- My Blue Ridge Mountain Boy (1969)
- The Fairest of Them All (1970)
- The Golden Streets of Glory (1971)
- Joshua (1971)
- Coat of Many Colors (1971)
- Touch Your Woman (1972)
- My Favorite Songwriter: Porter Wagoner (1972)
- My Tennessee Mountain Home (1973)
- Bubbling Over (1973)
- Jolene (1974)
- Love Is Like a Butterfly (1974)
- The Bargain Store (1975)
- Dolly: The Seeker • We Used To (1975)
- All I Can Do (1976)
- New Harvest... First Gathering (1977)
- Here You Come Again (1977)
- Heartbreaker (1978)
- Great Balls of Fire (1979)
- Dolly, Dolly, Dolly (1980)
- 9 to 5 and Odd Jobs (1980)
- Heartbreak Express (1982)
- Burlap & Satin (1983)
- The Great Pretender (1984)
- Real Love (1985)
- Rainbow (1987)
- White Limozeen (1989)
- Eagle When She Flies (1991)
- Slow Dancing with the Moon (1993)
- Something Special (1995)
- Treasures (1996)
- Hungry Again (1998)
- The Grass Is Blue (1999)
- Little Sparrow (2001)
- Halos & Horns (2002)
- For God and Country (2003)
- Those Were the Days (2005)
- Backwoods Barbie (2008)
- Better Day (2011)
- Blue Smoke (2014)
- Pure & Simple with Dolly's Biggest Hits (2016)

## Phim
- 9 to 5 (1980)... Doralee Rhodes
- The Best Little Whorehouse in Texas (1982)... Mona Stangley
- Rhinestone (1984)... Jake
- Steel Magnolias (1989)... Truvy Jones
- Straight Talk (1992)... Shirlee Kenyon
- The Beverly Hillbillies (1993)... Herself/Cameo
- Frank McKlusky, C.I. (2002)... Edith McKlusky
- Miss Congeniality 2: Armed and Fabulous (2005)... Herself/Cameo
- The Hannah Montana Movie (2009)... Aunt Dolly

## Truyền hình

### Phim truyền hình
- A Smoky Mountain Christmas (1986)... Lorna Davis
- Wild Texas Wind (1991)... Thiola "Big T" Rayfield
- Big Dreams and Broken Hearts: The Dottie West Story (1995)... chính mình
- Naomi and Wynonna: Love Can Build a Bridge (1995)... chính mình
- Get To The Heart: The Barbara Mandrell Story (1997)... chính mình
- Unlikely Angel (1996)... Ruby Diamond
- Jackie's Back (1999)... chính mình
- Blue Valley Songbird (1999)... Leanna Taylor
- Unlikely Angel (1994)... Betsy

### Khách mời
- Country Music Association Awards (1968-86)
- Laugh-In (1972)
- Rowan and Martin Special 1973
- The Wilburn Brothers Show (1973)
- The Tonight Show Starring Johnny Carson (1973)
- Hee Haw (1974)
- Grammy Awards (1976)
- Mac Davis Special (1976)
- Captain Kangaroo (1976)
- American Music Awards (1977)
- The Barbara Walters Special (1977)
- Cher Special (1978)
- The Midnight Special (1978)
- Mac Davis Special 1979
- Mac Davis Special 1980
- Barbara Mandrell and the Mandrell sisters (1980)
- The Lily Tomlin Special (1981)
- The Barbara Walters Special (1982)
- Solid Gold (1983)
- Alvin & The Chipmunks (1987)
- Country Music Association Awards (1988)
- Bob Hope Christmas Special 1988
- Saturday Night Live (1989)
- Designing Women (1990)
- Babes (1991)... as herself
- The Magic School Bus (1994)... Katrina Eloise "Murph" Murphy
- The Simpsons (1999)
- Bette (2000)
- Academy of Country Music Awards (2000)
- Austin City Limits (2001)
- CMT Flame Worthy Awards (2004)
- Reba (2005)... Dolly Majors
- Academy Awards (2006)
- Hannah Montana (2006-2007)
- Dancing with the Stars (26 tháng 12 năm 2007)
- Macy's Thanksgiving Day Parade (Tháng 11, 2007)
- American Idol 2008 (Tháng 4, 2008)
- The Porter Wagoner Show (1967-1974)... ca sĩ thường trực
- Dolly! (1976-1977)... chủ chương trình
- Dolly (1987-1988)... chủ chương trình

### Đặc biệt
- Carol and Dolly in Nashville 1978
- Best Little Special In Texas 1982
- Dolly In London 1983
- Dolly Parton Meets The Kids 1983
- Kenny & Dolly: Once Upon A Christmas 1984
- Kenny & Dolly: Real Love 1985
- Kenny, Dolly & Willie: Something Inside So Strong 1989
- Home For Christmas 1990
- Treasures 1996
- Precious Memories (1999)
- Graham Goes To Dollywood (2001)
- Cross Roads, Melissa Etheridge & Dolly Parton (2003)
- A Capitol Fourth (2003)
- Stars Over Texas (2003)
- U.S. Library Of Congress Living Legend Ceremony (2004)

### Phim tài liệu
- The Nashville Sound (1970)
- Heartsong (1994)
- CMT Backstory- Dolly Parton (2001)
- Our Country (2002)
- Uncut: The True Story of Hair (2002)
- Travel Channel American Roadtrip: Dollywood (2002)
- E! True Hollywood Story- Dolly Parton (2005)
- Chasing Rainbows (2005)
- A&E Biography- Dolly Parton (2006)
- CMT Greatest Moments - Dolly Parton (2006)
- For the Love of Dolly - Dolly Parton (2006)